# باول كارليل
باول كارليل (بالإنجليزية: Paul Carlyle)‏ هو مدرب كرة قدم ولاعب كرة قدم بريطاني، ولد في 19 يوليو 1967 في ديري في أيرلندا الشمالية. لعب مع بورتاداون وديري سيتي ونادي دوندالك ونادي شامروك روفرز.

## وصلات خارجية
- باول كارليل على موقع قاعدة بيانات كرة القدم.إي يو (الإنجليزية)